# Potential New Boyfriend
"Potential New Boyfriend" är en sång skriven av Steve Kipner och John Lewis Parker, som blev en 20-i-topphit för Dolly Parton på USA:s countrysingellista.  Sången låg på Dolly Partons studioalbum Burlap & Satin 1983, och släpptes på singel i maj 1983.  Sången var också populär på diskotek och dansklubbar, och en utökad dansremix-EP-singel släpptes också. Till singeln gjordes även en av Dolly Partons första videor.
Singeln blev Dolly Partons första sång att vara mer framgångsrik på en annan lista än countrylistorna, och den nådde som högst placeringen #13 på Billboards danslista.